# Александров, Николай Григорьевич (актёр)
Николай Григорьевич Александров (21 декабря 1870 [2 января 1871], Москва, Российская империя — 3 ноября 1930, Москва, СССР) — русский и советский актёр, режиссёр и педагог.

## Биография
Родился 21 декабря 1870 (по новому стилю 2 января 1871 года) в Москве.
Учился в Московском училище живописи, ваяния и зодчества.
С 1887 года играл в московских театрах Немчинова.
В 1896—1898 годах — помощник режиссёра и актёр Общества искусства и литературы.
В 1898—1930 годах — актёр МХТ.
В 1904 году с К. Станиславским поставил три пьесы М. Метерлинка: «Непрошеная», «Слепые», «Там, внутри».
В 1913 году совместно с актёрами МХТ — Н. О. Массалитиновым и Н. А. Подгорным — открыл школу драматического искусства, на основе которой в 1916 году была создана 2-я Студия МХТ.
С 1917 года снимался в кино. Работал как педагог и режиссёр.
Умер 3 ноября 1930 года в Москве. Похоронен на Новодевичьем кладбище (2 участок).

## Звания и награды
- Заслуженный артист РСФСР (1928).

## Творчество

### Театральные работы

#### Актёр
- Вишнёвый сад (А. П. Чехов) — Яша
- Горячее сердце (А. Н. Островский) — Вася
- Живой труп (Л. Н. Толстой) — Артемьев
- На дне (М. Горький) — актёр
- Одинокие (Г. Гауптман)
- Ревизор (Н. В. Гоголь) — Коробкин
- Самоуправцы (А. Ф. Писемский) — Филька

#### Режиссёр
- 1904 — «Непрошеная», «Слепые», «Там, внутри» (М. Метерлинк); совместно с К. С. Станиславским

### Фильмография
- 1917 — Не надо крови — барон
- 1918 — Три вора — Тапиока
- 1925 — Коллежский регистратор — лекарь
- 1927 — Победа женщины — земский пристав
- 1928 — Хромой барин — помещик Бубенчиков